# Gino Vescovi
Gino Vescovi (Padova, 1905 – Padova, 1985) è stato un imprenditore italiano.

## Carriera
Industriale del caffè fonda nel 1927 a Padova la torrefazione Vescovi Caffè. Nel 1963 diventa presidente del Calcio Padova mantenendo la carica fino al 1967. Con lui il Padova nella stagione 1962-1963 in europa arriva in finale di Coppa Rappan persa poi contro lo Slovnaft Bratislava. Inoltre in campo nazionale porta i biancoscudati alla loro prima finale di Coppa Italia contro il Milan.

## Fonti
- Biancoscudo, cent'anni di Calcio Padova, a cura di Massimo Candotti e Carlo Della Mea (contributi di Paolo Donà, Gabriele Fusar Poli, Andrea Pistore, Marco Lorenzi e Massimo Zilio), EditVallardi 2009.